# Vườn quốc gia Phnom Kulen
Vườn quốc gia Phnom Kulen là một vườn quốc gia nằm trong dãy núi Phnom Kulen thuộc tỉnh Xiêm Riệp, Campuchia. Được thành lập vào năm 1993, vườn quốc gia này có diện tích 373,76 km2 (144,31 dặm vuông Anh). Đây là nơi có bức phù điêu gọi là Mahendraparvata và là nơi vua Jayavarman II tự xưng là Chakravarti (Vua của các vị vua), được coi là nền tảng thành lập Đế quốc Khmer.

## Vị trí
Vườn quốc gia nằm ở huyện Svay Leu, cách thành phố tỉnh lỵ Xiêm Riệp 48 km và cách đền Banteay Srei 25 km qua đường Charles de Gaulle. Vườn quốc gia là nơi có một số đặc điểm tự nhiên, di tích lịch sử khiến cho nó trở thành một địa điểm tham quan thú vị trong khu vực.

## Khảo cổ học
Thung lũng Chup Preah là nơi có nhiều bức tượng điêu khắc thế kỷ 16. Một địa điểm nổi tiếng khác trong vườn quốc gia là Kbal Spean còn được gọi là "Thung lũng của Linga" nằm trên ngọn núi dọc theo sông Kbal Spean, là nhánh của sông Siem Reap. Khu vực này có nhiều hình vẽ của Yoni và Linga cũng như các hình ảnh khác được khắc vào đá dưới lòng sông, bờ sông có thể bị lộ hoàn toàn vào mùa khô khi dòng sông cạn đi. Vào mùa mưa thì khu vực này trở thành lòng sông nông và thác nước nhỏ. Địa điểm này có thể truy cập được bằng cách đi bộ lên dốc qua một khu rừng rậm dài 1,5 km từ vị trí đỗ xe.
Tầng bậc Sdach Kamlung là nơi có một ngôi đền nhỏ bằng gạch ở chính giữa. Đây là nơi đã từng bị bao phủ bởi dung nham. Preah Ang Thom là một bức tượng Phật nằm bằng đá sa thạch dài 8 mét. Gần đó là hai cây Chămpa.